# Друцкие-Соколинские
Друцкие-Соколинские (также Соколинские, Соколенские) — русский литовский княжеский и российский дворянский род, ветвь князей Друцких.
Существуют два различных мнения об их начале:
1. Отрасль князей Полоцких.
2. Потомки владетельных Галицких и Волынских князей[1].

Фамилия происходит от первоначального именования князей друцких и от деревни Соколино недалеко от Друцка.
В настоящее время нет единого мнения об ударении в фамилии Дру́цкий / Друцко́й. В исторической литературе, Энциклопедическом словаре Брокгауза и Ефрона и современных справочниках написание фамилии и ударение в единственном числе часто различается даже в пределах одной словарной статьи. По современной орфографии правильным можно считать образование от названия города Друцк формы «Дру́цкий», и такая форма часто встречается в историографии, однако, в ряде официальных и юридических документов XIX—XX вв. превалирует форма «Друцко́й-Соколинский». Таким вариантом фамилии пользовались и сами её носители в XX веке. Насчёт ударения в фамилии Соколинский также нет однозначных указаний. По-польски правильно: с Друцка Князь Соколинский (z Drucka Kniaz Sokolinski).
Роды Друцких-Соколинских внесены в V части дворянских родословных книг Могилёвской и Смоленской губерний.

## Происхождение и история рода
Их родоначальник, друцкий князь Семён Фёдорович Бабич (условно XX колено от Рюрика, внук князя Ивана «Бабы» Друцкого), владел Соколино (Сокольней) совместно с братом, князем Фёдором Фёдоровичем Бабич по прозвищу Конопля — родоначальником рода князей Коноплей-Соколинских.
Князь Семён Фёдорович оставил четырёх сыновей: князей Юрия, Василия, Ивана и Андрея. Один из них — князь Иван (ум. ок. 1524), оставил только дочь, княжну Анну, вышедшую замуж за князя Мосальского. От остальных сыновей пошли три ветви рода князей Друцких-Соколинских.
В Гербовниках о родоначальнике Друцких-Соколинских указано по-разному:
- в Гербовнике Долгорукова записано: князь Семен Фёдорович Бабич и Фёдор Фёдорович Бабич — родоначальники князей Друцких-Соколинских[9].
- в Гербовнике Бобринского записано: князь Андрей Иванович Друцкий, женатый на княжне Литовской, дочери великого князя Кейстутия, родоначальник князей Друцких-Соколинских[1][10].
- в Гербовнике Руммеля записано: князь Андрей Иванович родоначальник князей Друцких-Горских, князей Друцких-Любецких и князей Друцких-Соколинских[1].
- Ежи (Юрий) Ярославович Друцкой-Соколинский, Смоленский шляхтич 1654, поступил на русскую службу после покорения Смоленска крестился в православие с именем Афанасий[11].

При утверждении Императором Павлом (22 октября 1800), пятой части ОГДР, род князей Друцких-Соколинских внесён был в число родов Российско-Княжеских.
Князь Илья Андреевич Друцкой-Соколинский (г/р 1693), женился (1723) на Анне Михайловне, дочери полковника Гурко-Ромейко и соединил (1725), на основании указа Петра I Алексеевича (от 14 марта 1714) со своею фамилией, фамилию тестя своего и стал родоначальником князей Друцких-Соколинских-Гурко-Ромейко. Их дети (до 1768) писались просто Гурко-Ромейко, а (с 1768) стали писаться князьями Друцкими-Соколинскими-Гурко-Ромейко.

## Известные представители
- Князь Соколинский Пётр Семёнович — московский дворянин (1658).
- Князья Друцкие-Соколинские: Михаил и Иван Петровичи — стольники (1682—1686).
- Князь Друцкий-Соколинский Давыд Иванович — стольник (1686—1692).
- Князь Друцкий-Соколинский Константин Иванович — стряпчий (1692)[12].
- Юрий Друцкий-Соколинский — витебский подкоморий и региментарий.
- Ян Друцкий-Соколинский — маршалок сейма.
- Михаил Друцкий-Соколинский — полоцкий и смоленский воевода.
- Христофор Друцкий-Соколинский — мстиславский и полоцкий каштелян.
- Владимир Андреевич Друцкой-Соколинский (1880—1943) — могилёвский и минский губернатор, мемуарист.
- Николай Николаевич Друцкой-Соколинский (1856—?) — рогачевский уездный предводитель дворянства, член Государственного совета.
- Друцкой-Соколинский Михаил Васильевич, полковник Свиты его императорского величества, уволен со службы (1837).
- Василий Михайлович Друцкой-Соколинский (1844—1907) — исправник Звенигородского и Волоколамского уезда, коллежский советник.